# ديف ليبارد (ألبوم)
ديف ليبارد (بالإنجليزية: Def Leppard)‏، هو ألبوم الاستوديو الحادي عشر لفرقة الهارد روك البريطانية ديف ليبارد الصادر في 30 أكتوبر 2015. وهو ألبوم الاستوديو الأول لديف ليبارد منذ إصدار سونغز فروم ذا سباركل لاونج (2008)، مما جعل تلك المدة أطول فجوة بين ألبومي استوديو منذ نشأتها، وألبومها الأول من إصدار تسجيلات إيرميوزك. صار الألبوم سابع ألبوم للفرقة بين أفضل 10 ألبومات بعد ظهوره الأول على بيلبورد 200 في المرتبة العاشرة، وأعلى مرتبة له كانت المرتبة الخامسة. أُصدرت الأغنية المنفردة الأولى، "ليتس غو، في 15 سبتمبر 2015 إلى جانب صورة الغلاف وقائمة الأغاني. كان الألبوم من إنتاج رون مكهيو وديف ليبارد.

## موسيقى
وفقاً لما قاله المغني جو إليوت قبل إصدار الألبوم، فإنه سيحتوي على 14 أغنية مدتها الكلية 55 دقيقة تقريباً. عن صوت الألبوم، شرح قائلاً «سمينا الألبوم ديف ليبارد فقط لأن هذا هو صوته. لم نجعل الألبوم مشابهاً لفترة محددة لديف ليبارد. فيه كل شيء. [...] كل مبدأ لأي شيء أردنا وضعه — صوتي، ثقيل، ناعم، بطيء، سريع، — فهو موجود. لهذا السبب سميناه ديف ليبارد لأننا، مثل كوين، قادرون على إنتاج أنواع مختلفة كثيراً من الأغاني».
أشار عازف الإيتار فيل كولين للألبوم بأنه «قد يكون أكثر ألبوماتنا تنوعاً» و«أفضل ما قمنا به منذ هستيريا» حيث يحتوي «أعلى غيتارات الروك صوتاً من عملنا في بعض الأغاني». مع ذلك، لم يقل عنه أنه ألبوم «تجريبي»، حيث سماه «تحرري وتعبيري».

## أغان منفردة
وصف المغني جو إليوت الأغنية المنفردة الأولى والافتتاحية «ليتس غو» بأنها «نداء للمواجهة» و«أغنية كلاسيكية لديف ليبارد. إنها ذاك الشيء البوب-روك ذو الثلاث دقائق والغيتارات والكورس الكبيرين. فيها ذاك الإيقاع المتوسط الواثق، مثل»بور سام شغر أون مي «و»روك أوف إيجز"". شرح إليوت أن الفرقة أرادت أغنية مألوفة الصوت لتتفتح بها الألبوم، حيث أُصدرت بعد عدة سنوات من إصدارها الأخير.

## قائمة الأغاني
| #   | عنوان                 | تأليف                            | المدة |
| --- | --------------------- | -------------------------------- | ----- |
| 1.  | "ليتس غو"             | ريك سافج، جو إليوت               | 5:01  |
| 2.  | "دينجرس"              | فيل كولين، إليوت                 | 3:26  |
| 3.  | "مان إيناف"           | كولين، إليوت                     | 3:54  |
| 4.  | "وي بيلونغ"           | إليوت                            | 5:06  |
| 5.  | "إنفنسيبل"            | ريك ألين، إليوت                  | 3:46  |
| 6.  | "سي أوف لاف"          | كولين                            | 4:04  |
| 7.  | "إينيرجايزد"          | كولين                            | 3:23  |
| 8.  | "أول تايم هاي"        | إليوت                            | 4:19  |
| 9.  | "باتل أوف ماي أون"    | سافج، إليوت                      | 2:42  |
| 10. | "بروك 'ن' بروكنهارتد" | كولين، إليوت                     | 3:17  |
| 11. | "فورئيفر يونغ"        | كولين، إليوت                     | 2:22  |
| 12. | "لاست دانس"           | سافج                             | 3:09  |
| 13. | "وينغز أوف أن إينجل"  | كولين، فيفيان كامبل، سافج، إليوت | 4:23  |
| 14. | "بلايند فيث"          | كولين، كامبل، سافج، إليوت        | 5:33  |

| 15. | "وي بيلونغ" (محاولة غنائية بديلة)   | 5:06 |
| 16. | "ليتس غو" (نسخة المذياع البريطانية) | 3:56 |

| 12. | "لاست دانس" (تجريبية) | 3:09 |

## طاقم العمل
- جو إليوت - الغناء الرئيسي، الإيتار الصوتي
- فيل كولين - الإيتار الرئيسي، الغناء المساعد، الغناء الرئيسي المشترك في «وي بيلونغ»
- فيفيان كامبل - الإيتار الرئيسي، الغناء المساعد، الغناء الرئيسي المشترك في «وي بيلونغ»
- ريك سافج - غيتار البيس، الغناء المساعد، الغناء الرئيسي المشترك في «وي بيلونغ»
- ريك ألين - الطبول، الغناء المساعد، الغناء الرئيسي المشترك في «وي بيلونغ»

## لوائح
| اللائحة (2015–16)                           | أعلى مركز |
| ------------------------------------------- | --------- |
| الألبومات الأسترالية (أريا)                 | 4         |
| الألبومات النمساوية (أو3 النمسا)            | 18        |
| الألبومات البلجيكية (أولتراتوب فلاندرز)     | 85        |
| الألبومات البلجيكية (أولتراتوب والونيا)     | 39        |
| الألبومات الكندية (بيلبورد)                 | 11        |
| الألبومات الهولندية (ميغاتشارتس)            | 11        |
| الألبومات الفنلندية (سومين فيرالينين ليستا) | 32        |
| الألبومات المجرية (ماهاسز)                  | 33        |
| الألبومات الأيرلندية (إرما)                 | 57        |
| الألبومات الإيطالية (فيمي)                  | 36        |
| الألبومات النيوزيلندية (رمنز)               | 17        |
| الألبومات النرويجية (في جي ليستا)           | 15        |
| الألبومات السويدية (سويرجتوبليستان)         | 11        |
| الألبومات السويسرية (شوايتسر هيتبارادي)     | 2         |
| الألبومات البريطانية (أو سي سي)             | 11        |
| بيلبورد 200 الأمريكية                       | 10        |
| توب روك تشارتس الأمريكية (بيلبورد)          | 1         |
| توب هارد روك تشارتس الأمريكية (بيلبورد)     | 1         |
| إنديبندنت ألبومز الأمريكية (بيلبورد)        | 1         |

## روابط خارجية
- ديف ليبارد على موقع ميتاكريتيك (الإنجليزية)
- ديف ليبارد على موقع أول موفي (الإنجليزية)